# (96193) Edmonton
(96193) Edmonton est un astéroïde de la ceinture principale.

## Description
(96193) Edmonton est un astéroïde de la ceinture principale. Il fut découvert le 6 octobre 1991 à l'observatoire Palomar par Andrew Lowe. Il présente une orbite caractérisée par un demi-grand axe de 2,57 UA, une excentricité de 0,15 et une inclinaison de 4,7° par rapport à l'écliptique.

## Compléments